# ثيودور برات
ثيودور برات (بالإنجليزية: Theodore Pratt)‏ (1901 - 1969)؛ روائي أمريكي.